# Islamul în Egipt
Islamul este religia majoritară în Egipt, reprezentând 94.7 % din populație (peste 80 milioane de practicanți).